# Carpanthea
Carpanthea là chi thực vật có hoa trong họ Aizoaceae.

## Hình ảnh

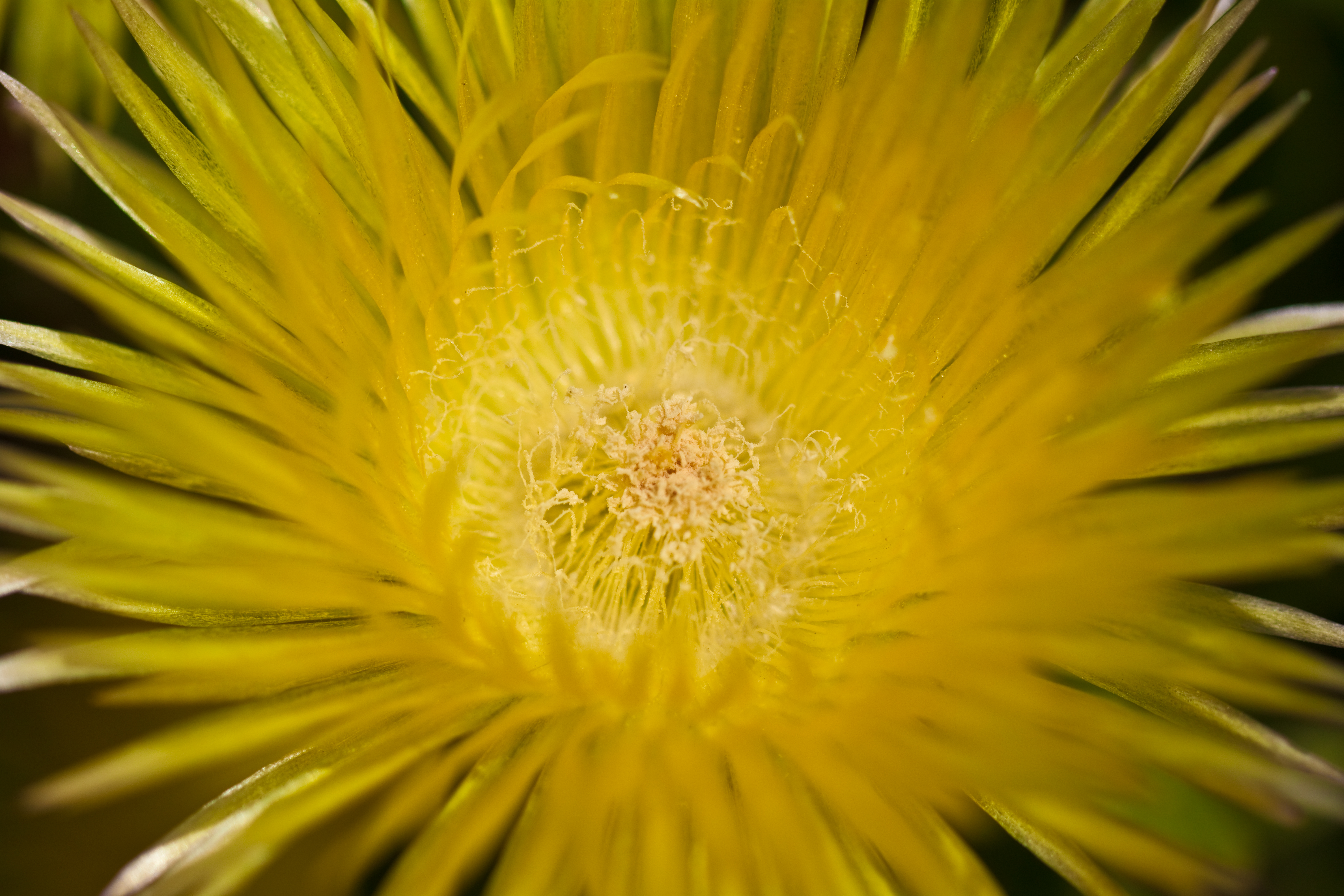